# Provinz Bolívar (Ecuador)
Die Provinz Bolívar (span. Provincia de Bolívar) ist eine Provinz der Republik Ecuador. Sie liegt an der Westkordillere der Anden und hat auf einer Fläche von rund 4000 km² etwa 200.000 Einwohner. Ihre Hauptstadt ist Guaranda. Der Name der Provinz ist derjenige des Befreiungskämpfers Simón Bolívar.

## Lage und Geographie
Die Provinz Bolívar liegt im westlichen Teil Zentralecuadors am Westhang der Anden. Sie grenzt im Norden an die Provinz Cotopaxi, im Osten an Tungurahua und Chimborazo, im Süden an Chimborazo und Guayas und im Westen an Los Ríos.
Das Gelände der Provinz Bolívar, die eine der kleinsten ist, ist durch eine ungleichmäßige Landschaft mit Höhenlagen zwischen 300 und 4000 Metern geprägt. Das Höhenniveau steigt generell von der Küstenebene im Osten, die an der Grenze zur Provinz Los Ríos beginnt, zur andinen Westkordillere (um den Chimborazo) an.
Der größte Teil der Provinz ist durch das in Nord-Süd-Richtung verlaufende Chimbo-Tal geprägt, das zwischen der Haupt-Westkordillere der Anden (um den Chimborazo, der sich zum Teil in der Provinz befindet) und einer Seitenkordillere liegt. Der westliche Teil der Provinz fällt von der Seitenkordillere her recht steil ab, die an der Grenze zur Provinz Los Ríos in die Küstenebene übergeht.
Der höchste Berg der Provinz ist der Chuquinac mit 4011 m.
Das Klima ist im östlichen, höhergelegenen Teil feucht-kühles Höhenklima, im stärker abfallenden westlichen Teil gemäßigt und sehr feucht. Die mittlere Temperatur der Provinz wird mit 13,5°C angegeben.

## Geschichte
Historisch wurde die Gegend, in der sich die Provinz befindet, als Region der Chimbos bezeichnet, die in enger Beziehung zu den Puruhá standen. 1534 gründete Sebastián de Belalcázar das Corregimiento (Vogtei) Chimbo.
Nach der Unabhängigkeit (1820) entstand aus dem Koregiment mit dem Gesetz über die territoriale Ordnung Großkolumbiens von 1824 der Kanton Guaranda der Provinz Chimborazo. Dieser Status blieb auch nach der Abspaltung Ecuadors von Großkolumbien (1830) bestehen. 1860 wurde der Kanton Guaranda gemeinsam mit dem kurz zuvor geschaffenen Kanton Chimbo aus der Provinz Chimborazo aus- und in die neue Provinz Los Ríos eingegliedert. 1884 wurde schließlich eine neue Provinz eingerichtet, die als Hommage an Simón Bolívar dessen Namen erhielt. Ihre Kantone waren zunächst Guaranda, Chimbo und San Miguel.
Entwicklung der Einwohnerzahl der Provinz Bolívar bei landesweiten Volkszählungen zum jeweiligen Gebietsstand:
| Jahr                    | Einwohner | +/-    |
| ----------------------- | --------- | ------ |
| 1950                    | 109.305   | –      |
| 1962                    | 131.651   | 20,4 % |
| 1974                    | 144.593   | 9,8 %  |
| 1982                    | 145.949   | 0,9 %  |
| 1990                    | 155.088   | 6,3 %  |
| 2001                    | 169.370   | 9,2 %  |
| 2010                    | 183.641   | 8,4 %  |
| 2022                    | 199.078   | 8,4 %  |
| Datenherkunft: Wikidata |           |        |

## Wirtschaft und Infrastruktur
Die wichtigsten Wirtschaftszweige in der Provinz sind Landwirtschaft (u. a. Mais, Bohnen, Bananen, Apfelsinen, Kakao, Kaffee, Kartoffeln und Gemüse), die hauptsächlich in familiären Kleinbetrieben betrieben wird, und Viehzucht. Die verarbeitenden Betriebe der Provinz sind vor allem agroindustrieller Art: Im Kanton Caluma findet sich eine Zitronenpresse, in Salinas wird Käse produziert. Balzapamba ist für seine Keramik und Apfelsinen-Verarbeitung bekannt, San José de Chimbo für seine Gitarrenbauer.
Die Provinz verfügt über eine Universität in Guaranda.

## Kantone

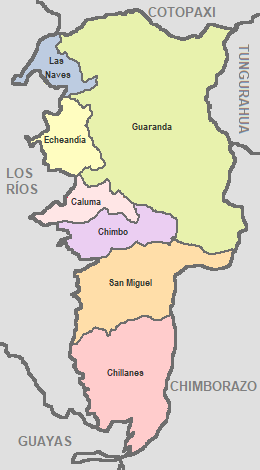
Karte der Provinz Bolívar mit Kantonen

Die Provinz Bolívar ist in sieben Kantone unterteilt. Diese sind (in der Reihenfolge ihrer Einrichtung):
| Name                  | Hauptort           | Einwohner 2022 | Einwohner 2010 | Fläche [km²] | Bev.-Dichte [Ew./km²] | Gründung |
| --------------------- | ------------------ | -------------- | -------------- | ------------ | --------------------- | -------- |
| Guaranda              | Guaranda           | 98.130         | 91.877         | 1.860        | 53                    | 1824     |
| Chimbo                | San José de Chimbo | 15.524         | 15.779         | 270          | 58                    | 1860     |
| San Miguel de Bolívar | San Miguel         | 28.349         | 27.244         | 586          | 48                    | 1877     |
| Chillanes             | Chillanes          | 19.802         | 17.406         | 670          | 30                    | 1967     |
| Caluma                | Caluma             | 15.607         | 13.129         | 176          | 89                    | 1990     |
| Echeandía             | Echeandía          | 14.654         | 12.114         | 245          | 60                    | 1984     |
| Las Naves             | Las Naves          | 7.012          | 6.092          | 150          | 47                    | 1992     |